# Bromodiclorometano
El bromodiclorometano (BDCM) es un líquido incoloro, pesado y no combustible. El bromodiclorometano no existe generalmente como líquido en el  ambiente. Más bien, se encuentra generalmente en forma de vapor en el aire o disuelto en agua.
La mayor parte del bromodiclorometano presente en el ambiente es un derivado que se forma cuando se añade cloro al agua potable para matar los organismos que causan enfermedades. También se producen pequeñas cantidades de bromodiclorometano en plantas químicas para su uso en laboratorios o para producir otras sustancias químicas. Una muy pequeña cantidad (menos del 1% de las cantidades provenientes de las actividades humanas) es producida por algas en los océanos.
El bromodiclorometano se evapora muy fácilmente, por lo que la mayor parte de esta sustancia química que entra al medio ambiente proveniente de instalaciones químicas, sitios de desechos o agua potable, entra a la atmósfera en forma de gas. El bromodiclorometano es degradado lentamente (aproximadamente un 90% en un año) por reacciones químicas en el aire. Cualquier cantidad de bromodiclorometano que permanezca en el agua o en el suelo también puede ser degradada lentamente por bacterias.